# Saison 1974 de la NFL
Navigation
Édition précédente Édition suivante
La saison 1974 de la NFL est la 55e saison de la National Football League. Elle voit le sacre des Pittsburgh Steelers à l'occasion du Super Bowl IX.
Il y avait une grève des joueurs qui a durée dès 1er juillet jusqu'au 10 août, avant le commencement de la saison régulière. À cause de cela, tous les matchs de la pré-saison ont joué avec équipes des recrues.

## Classement général
| Qualifié en play-offs |

| AFC Est              |      |      |      |        |          |            |
| Franchise            | Vic. | Déf. | Nuls | % vic. | Pts pour | Pts contre |
| Miami Dolphins       | 11   | 3    | 0    | .786   | 327      | 216        |
| Buffalo Bills        | 9    | 5    | 0    | .643   | 264      | 244        |
| New England Patriots | 7    | 7    | 0    | .500   | 348      | 289        |
| New York Jets        | 7    | 7    | 0    | .500   | 279      | 300        |
| Baltimore Colts      | 2    | 12   | 0    | .143   | 190      | 329        |
| AFC Central          |      |      |      |        |          |            |
| Franchise            | Vic. | Déf. | Nuls | % vic. | Pts pour | Pts contre |
| Pittsburgh Steelers  | 10   | 3    | 1    | .750   | 305      | 189        |
| Houston Oilers       | 7    | 7    | 0    | .500   | 236      | 282        |
| Cincinnati Bengals   | 7    | 7    | 0    | .500   | 283      | 259        |
| Cleveland Browns     | 4    | 10   | 0    | .286   | 251      | 344        |
| AFC Ouest            |      |      |      |        |          |            |
| Franchise            | Vic. | Déf. | Nuls | % vic. | Pts pour | Pts contre |
| Oakland Raiders      | 12   | 2    | 0    | .857   | 355      | 228        |
| Denver Broncos       | 7    | 6    | 1    | .536   | 302      | 294        |
| Kansas City Chiefs   | 5    | 9    | 0    | .357   | 233      | 293        |
| San Diego Chargers   | 5    | 9    | 0    | .357   | 212      | 285        |

| NFC Est             |      |      |      |        |          |            |
| Franchise           | Vic. | Déf. | Nuls | % vic. | Pts pour | Pts contre |
| St. Louis Cardinals | 10   | 4    | 0    | .714   | 285      | 218        |
| Washington Redskins | 10   | 4    | 0    | .714   | 320      | 196        |
| Dallas Cowboys      | 8    | 6    | 0    | .571   | 297      | 235        |
| Philadelphia Eagles | 7    | 7    | 0    | .500   | 242      | 217        |
| New York Giants     | 2    | 12   | 0    | .143   | 195      | 299        |
| NFC Central         |      |      |      |        |          |            |
| Franchise           | Vic. | Déf. | Nuls | % vic. | Pts pour | Pts contre |
| Minnesota Vikings   | 10   | 4    | 0    | .714   | 310      | 195        |
| Detroit Lions       | 7    | 7    | 0    | .500   | 256      | 270        |
| Green Bay Packers   | 6    | 8    | 0    | .429   | 210      | 206        |
| Chicago Bears       | 4    | 10   | 0    | .286   | 152      | 279        |
| NFC Ouest           |      |      |      |        |          |            |
| Franchise           | Vic. | Déf. | Nuls | % vic. | Pts pour | Pts contre |
| Los Angeles Rams    | 10   | 4    | 0    | .714   | 263      | 181        |
| San Francisco 49ers | 6    | 8    | 0    | .429   | 226      | 236        |
| New Orleans Saints  | 5    | 9    | 0    | .357   | 166      | 263        |
| Atlanta Falcons     | 3    | 11   | 0    | .214   | 111      | 271        |

- New England termine devant NY Jets en AFC Est en raison des résultats enregistrés face aux adversaires communs (5-4 contre 4-5).
- Houston termine devant Cincinnati en AFC Central en raison des résultats enregistrés en confrontation directe (2-0).
- Kansas City termine devant San Diego en AFC Ouest en raison des résultats enregistrés face aux adversaires communs (4-6 contre 3-7).
- St. Louis termine devant Washington en NFC Est en raison des résultats enregistrés en confrontation directe (2-0).

## Play-offs
Les équipes évoluant à domicile sont nommées en premier. Les vainqueurs sont en gras

### AFC
- Premier tour : 
  - 21 décembre 1974 : Oakland 28-26 Miami
  - 22 décembre 1974 : Pittsburgh 32-14 Buffalo
- Finale AFC : 
  - 29 décembre 1974 : Oakland 13-24 Pittsburgh

### NFC
- Premier tour : 
  - 21 décembre 1974 : Minnesota 30-14 St. Louis
  - 21 décembre 1974 : Los Angeles 19-10 Washington
- Finale NFC : 
  - 29 décembre 1974 : Minnesota 14-10 Los Angeles

### Super Bowl IX
- 12 janvier 1975 : Pittsburgh (AFC) 24-7 Minnesota (NFC), au Tulane Stadium de La Nouvelle-Orléans